# میخاییلوفسکویه (آذربایجان)
میخاییلوفسکویه (به انگلیسی: Mikhaylovskoye) یک منطقه مسکونی در جمهوری آذربایجان است که در شهرستان سالیان واقع شده‌است.